# Ray Abruzzo
Ray Abruzzo (New York, 12 agosto 1954) è un attore statunitense, noto particolarmente per il ruolo di Little Carmine Lupertazzi nella serie televisiva I Soprano.
Ha inoltre recitato in numerose serie TV come L.A. Law - Avvocati a Los Angeles, Dynasty, The Practice - Professione avvocati, Boston Legal, Dr. House - Medical Division e Perception.

## Filmografia parziale

### Cinema
- Scriptfellas, regia di Sanford Bookstaver (1999)
- La casa di sabbia e nebbia (House of Sand and Fog), regia di Vadim Perelman (2003)
- The Death of Socrates, di registi vari (2010)
- The Last Gamble, regia di Joe E. Goodavage (2011)
- Snatched, regia di Joe Cacaci (2011)
- Somebody Marry Me, regia di John Asher (2013)
- Las Vegas, regia di Jon Turteltaub (2013)
- The Big Fat Stone, regia di Frank D'Angelo (2014)
- Tooken, regia di John Asher (2015)
- Creedmoria, regia di Alicia Slimmer (2016)
- I Hate Kids, regia di John Asher (2019)
- Amore, Natale e... baccalà (Feast of the Seven Fishes), regia di Robert Tinnell (2019)
- Bad Education, regia di Cory Finley (2019)
- Elsewhere, regia di Hernán Jiménez (2019)
- Sidus, regia di Stefania Rossella Grassi (2020)
- My Favorite Girlfriend, regia di Amanda Raymond (2022)
- 7000 Miles, regia di Amy Glazer (2023)
- Place of Bones, regia di Audrey Cummings (2023)

### Televisione
- Muggable Mary, Street Cop, regia di Sandor Stern – film TV (1982)
- Her Last Chance, regia di Richard A. Colla – film TV (1996)
- Il profumo del successo (Paper Dolls) – serie TV, episodio 1x01  (1984)
- Falcon Crest – serie TV, episodio 4x27 (1985)
- Avvocati a Los Angeles (L.A. Law) – serie TV, 4 episodi (1987-1988)
- Dynasty – serial TV, 20 puntate (1988-1989)
- Giudice di notte (Night Court) – serie TV, 8 episodi (1989-1991)
- Doogie Howser (Doogie Howser, M.D.) – serie TV, episodi 3x12-4x06 (1982)
- La signora in giallo (Murder, She Wrote) – serie TV, episodio 10x02 (1993)
- 2 poliziotti a Palm Beach (Silk Stalkings) – serie TV, episodi 3x03 (1993)
- Un detective in corsia (Diagnosis Murder) – serie TV, episodi 2x02 (1994)
- Lois & Clark - Le nuove avventure di Superman (Lois & Clark: The New Adventures of Superman) – serie TV, episodio 2x07 (1994)
- N.Y.P.D. (NYPD Blue) – serie TV, episodio 2x19 (1995)
- Che guai in casa Lambert! (Step by Step) – serie TV, episodio 7x02 (1997)
- La tata (The Nanny) – serie TV, episodio 6x1 (1998)
- The Practice - Professione avvocati (The Practice) – serie TV, 44 episodi (1998-2004)
- Murder 101: If Wishes Were Horses, regia di David S. Cass Sr. – film TV (2007)
- Law & Order - I due volti della giustizia (Law & Order) – serie TV, episodio 14x20 (2004)
- Squadra Med - Il coraggio delle donne (Strong Medicine) – serie TV, episodio 5x11 (2004)
- CSI: NY – serie TV, episodio 1x11 (2005)
- I Soprano (The Sopranos) – serie TV, 17 episodi (2002-2007) - Little Carmine Lupertazzi
- Bones – serie TV, episodio 3x08 (2007)
- Shark - Giustizia a tutti i costi (Shark) – serie TV, episodio 2x10 (2007)
- Boston Legal – serie TV, episodi 3x23-4x15 (2007-2008)
- NCIS - Unità anticrimine (NCIS) – serie TV, episodio 6x05 (2008)
- Law & Order - Unità vittime speciali (Law & Order: Special Victims Unit) – serie TV, episodio 10x06 (2008)
- Dr. House - Medical Division (House, M.D.) – serie TV, episodio 6x012 (2010)
- In Plain Sight - Protezione testimoni (In Plain Sight) – serie TV, 3 episodi (2011-2012)
- Happily Divorced – serie TV (2012-2013)
- Mad Men – serie TV, 3 episodi (2013)
- Castle - serie TV, episodio 6x20 (2014)
- Perception – serie TV, episodio 3x12 (2015)
- Criminal Minds – serie TV, episodio 10x12 (2015)
- The Rookie – serie TV, episodio 2x05 (2019)

## Doppiatori italiani
Nelle versioni in italiano delle opere in cui ha recitato, Ray Abruzzo è stato doppiato da:
- Edoardo Siravo in Castle, Criminal Minds
- Maurizio Reti ne La signora in giallo
- Antonio Palumbo in The Practice - Professione avvocati
- Massimo Lodolo ne I Soprano (ep. 4x11, 4x12)
- Francesco Prando ne I Soprano (st. 5-6)
- Carlo Valli in CSI: NY
- Mario Bombardieri in NCIS - Unità anticrimine
- Fabrizio Temperini in Law & Order - I due volti della giustizia
- Roberto Draghetti in Dr. House - Medical Division
- Saverio Indrio in The Mentalist
- Luigi Scribani in Mad Men
- Gianluca Tusco in Perception
- Marco Balzarotti in Transparent
- Oliviero Cappellini in The Rookie
- Gerolamo Alchieri in Law & Order: Organized Crime